# 蔡勝邦
蔡勝邦（1946年10月23日—），中華民國政治人物，為三重幫人物，父親是號稱三重杜月笙的蔡詩祥，曾靠圍勢與香皂買票當選第三屆國民大會代表，後以無黨籍在臺北縣選區當選為第一屆第三、四、五、六次增額立法委員，又由中國國民黨提名於同選區當選為第二屆立法委員。

## 簡介
1995年底第三屆立法委員選舉被國民黨列為全國不分區立委第17名，雖因該屆僅當選15席而落選，但於1997年9月8日遞補陳健民轉任行政院政務委員所遺留不分區立法委員席次。從1990年起積欠綜合所得稅新台幣3600餘萬元，欠稅20多年，早已避走美國。